# Lill-Abborrtjärnen (Burträsks socken, Västerbotten)
Lill-Abborrtjärnen är en sjö i Skellefteå kommun i Västerbotten och ingår i Rickleåns huvudavrinningsområde.